# Олександрівка (Рівненський район)
Олекса́ндрівка — село в Україні, у Рівненському районі Рівненської області. Населення становить 187 осіб.

## Символіка
Символи затверджені 28 листопада 2024 року рішенням Костопільської міської ради. Автори – А. Гречило та Ю. Терлецький.

### Герб
Щит тричі перетятий ялинопагоноподібно - поперемінно на два зелені та два срібні поля, у верхньому ширшому зеленому полі - дві срібні з чорним голови борсуків анфас.
Голови борсуків вказують на історію поселення. На картах ХІХ ст. на місці теперішнього села був хутір Борсуки, розташований біля урочища Борсуки. Ялинопагоноподібні січення символізують густі ліси, які тут знаходилися. Щит увінчано золотою сільською короною з колосків, що вказує на статус села.

### Прапор
Квадратне полотнище, розділене горизонтально ялинопагоноподібними січеннями на зелене, біле, зелене та біле поля (співвідношення їхніх ширин - 2:1:1:1); у верхньому зеленому полі - дві сірі з чорним голови борсуків анфас; у нижньому білому полі виходять знизу зелені пагони.